# Ботаническая улица (Москва)
Ботани́ческая у́лица — улица на севере Москвы, разделяет район Марфино и Останкинский район Северо-Восточного административного округа. Расположена между улицей Академика Королёва и Алтуфьевским шоссе. Названа в 1958 году по находящемуся здесь Главному Ботаническому саду Академии наук. В состав улицы вошло Владыкинское шоссе, проходившее от Большой Марфинской улицы до пересечения с Сусоколовским шоссе.

## Расположение
Ботаническая улица разграничивает Останкинский район (на востоке) и район Марфино (на западе) и является важной транспортной артерией обоих районов. Начинается от улицы Академика Королёва как продолжение улицы Дубовая Роща, проходит на север, пересекает 1-ю Останкинскую улицу (справа) и улицу Кашёнкин Луг (слева), проходит вдоль западного края Останкинского парка, затем пересекает улицу Академика Комарова (слева), поворачивает на северо-запад, проходит вдоль Главного Ботанического сада, пересекает слева Малую Ботаническую улицу, Большую Марфинскую улицу и Марфинский проезд, вновь возвращается на северное направление, пересекает улицу Комдива Орлова слева и Сусоколовское шоссе справа, становится продолжением улицы Комдива Орлова. С дублёра есть съезд на Станционную улицу, которая так же, как и Сусоколовское шоссе, ведёт к станции метро Владыкино, станции МЦК Владыкино и одноимённой железнодорожной станции Окружной МЖД. После пересечения Окружной железной дороги переходит в Алтуфьевское шоссе.

## Учреждения и организации
По нечётной стороне:
- Дом 5А — детский сад № 392;
- Дом 9А — ЦО 1494;
- Дом 11А — Автотрансснаб; Марфинское агропредприятие;
- Дом 13 — Московский технологический колледж питания (Российский государственный торгово-экономический университет);
- Дом 21А — Московская городская электросетевая компания аварийно-восстановительная служба № 1;
- Дом 25 — ФГУП НИИ Автоматики;
- Дом 25, строение 4 — Музей криптографии;
- Дом 27 — Сбербанк, Марьинорощинское отд. № 7981/0541;
- Дом 29 — гостиница «Останкино»;
- Дом 29, корпус 1 — ресторан «Останкино»; отделение связи № 276-И-127276;
- Дом 29, корпус 2 — Социальное обслуживание населения: Марфино, СВАО;
- Дом 29, корпус 3 — спортивно-танцевальный клуб «Non-Stop»;
- Дом 33, корпус 4 — лабораторный корпус Главного ботанического сада им. Н.В. Цицина РАН;
- Дом 35, строение 1 — НПК «Био-Доктор»;
- Дом 35, строение 3 — благотворительный фонд развития зоозащитного движения «Акция Милосердия»;
- Дом 35 — Институт физиологии растений имени К. А. Тимирязева РАН; журнал «Физиология растений»;
- Дом 39 — кинотеатр «Рига»;
- Дом 41 — бывшая гостиница «Алтай»; магазин «Свадебный центр»; джаз-клуб «Белый Рояль».

По чётной стороне:

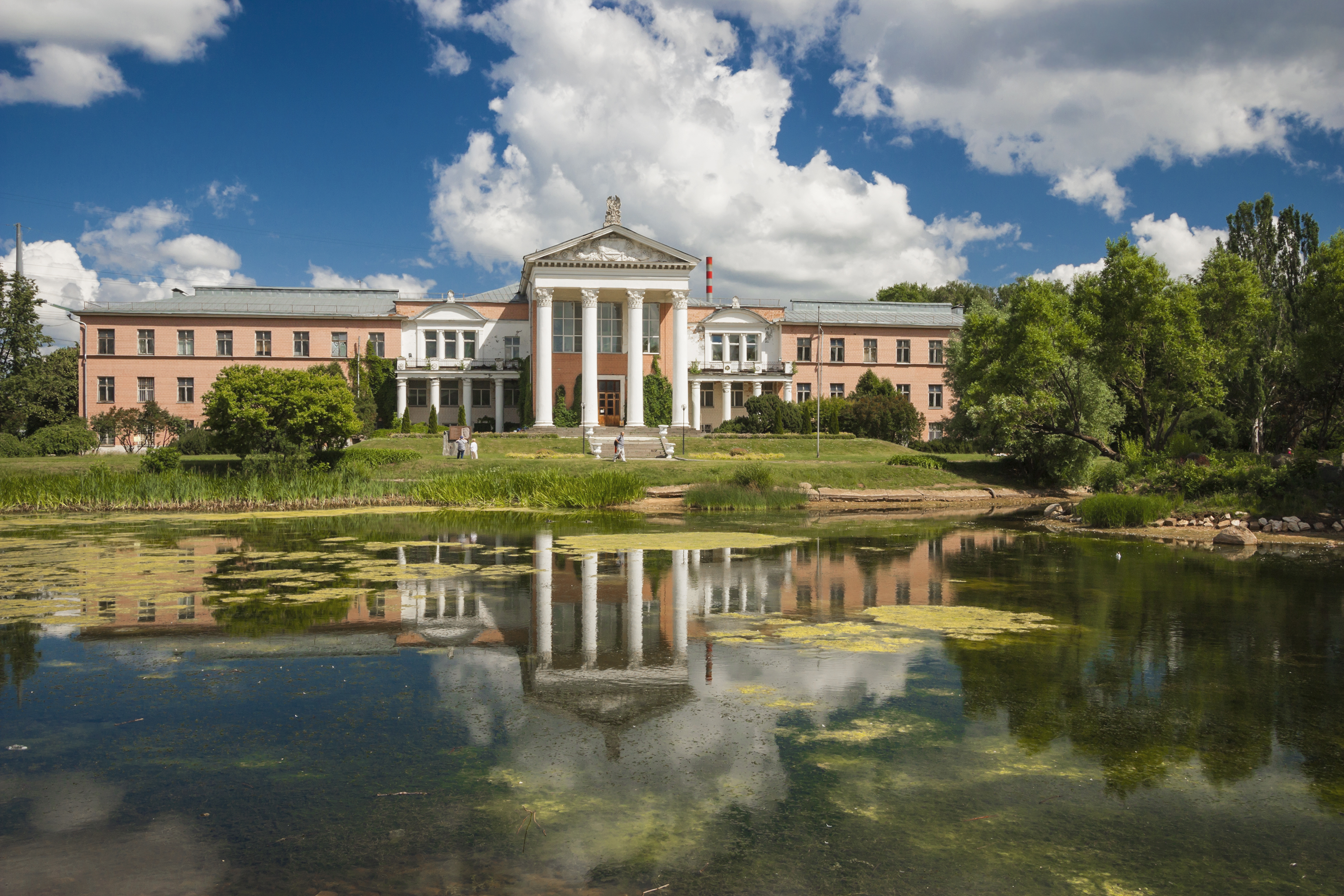
Ботаническая улица, дом 4. Главный Ботанический сад РАН, главный корпус

- Дом 2 - Спорткомплекс Арена Плей Север.
- Дом 4 — Главный ботанический сад имени Н. В. Цицина РАН;
- Дом 6 — детский сад № 1353 для детей с нарушением опорно-двигательного аппарата;
- Дом 10А — торговый дом «НСК»;
- Дом 10Д, строение 1 — Космос ТВ;
- Дом 12 — Центротехмонтаж; Мерком;
- Дом 14 — газета «Клаксон»; журнал «Автоопыт».

## Общественный транспорт
- Станция метро  Владыкино / станция МЦК  Владыкино — в 270 м от конца улицы.
- Автобусы: 524, с585, 599.
- Электробусы: 76, 803, м2, т36, т73, н9.